# Ikahoiulus leucosoma
Ikahoiulus leucosoma är en mångfotingart som beskrevs av Masatoshi Takakuwa 1941. Ikahoiulus leucosoma ingår i släktet Ikahoiulus och familjen Mongoliulidae. Inga underarter finns listade i Catalogue of Life.